# Рэмбо, Джон (легкоатлет)
Джон Барнетт Рэмбо (англ. John Barnett Rambo; 9 августа 1943, Атланта — 8 января 2022, Парамаунт, Калифорния) — американский легкоатлет, призёр Олимпийских игр.
Джон Рэмбо родился в 1943 году в небольшом городке Атланта (округ Касс, штат Техас). В 1964 году он участвовал в составе сборной США в Олимпийских играх в Токио, где завоевал бронзовую медаль в прыжках в высоту. В 1965 году он стал чемпионом по прыжкам в высоту Национальной ассоциации студенческого спорта США, в 1967 и 1969 годах становился чемпионом Союза любительского спорта на соревнованиях в помещениях. В 1968 году он снова попытался войти в олимпийскую сборную, но не прошёл отбора.
Был известен как баскетболист. В играх за колледж набирал 20 очков, 12 подборов. В драфте НБА 1966 года клуб «Сент-Луис Хокс» выбрали Джона Рэмбо под 50-м пиком в 5 раунде драфта.